# Distrikt Aplao
Der Distrikt Aplao liegt in der Provinz Castilla in der Region Arequipa in Südwest-Peru. Der Distrikt besitzt eine Fläche von 618 km². Beim Zensus 2017 wurden 9250 Einwohner gezählt. Im Jahr 1993 lag die Einwohnerzahl bei 8262, im Jahr 2007 bei 8851. Die Distriktverwaltung befindet sich in der 617 m hoch gelegenen Provinzhauptstadt Aplao mit 3035 Einwohnern (Stand 2017).

## Geographische Lage
Der Distrikt Aplao erstreckt sich über die Hochfläche am Fuße der Cordillera Volcánica im Südwesten der Provinz Castilla. Der Río Majes fließt entlang der östlichen Distriktgrenze nach Süden. Entlang dem Flussufer wird bewässerte Landwirtschaft betrieben. Ansonsten ist das Gebiet wüstenhaft.
Der Distrikt Aplao grenzt im Westen an die Distrikte Chuquibamba und Iray (beide in der Provinz Condesuyos), im äußersten Norden an die Distrikte Pampacolca und Tipán, im Osten an die Distrikte Uñón und Huancarqui sowie im Süden an den Distrikt Uraca.

## Ortschaften
Im Distrikt gibt es neben dem Hauptort folgende größere Ortschaften:
- Acoy
- Andamayo
- Buenos Aires
- Caspani (279 Einwohner)
- Casquina
- Cochate (649 Einwohner)
- Cosos (737 Einwohner)
- El Castillo (433 Einwohner)
- El Monte
- Huatiapilla (272 Einwohner)
- La Barranca
- La Central (861 Einwohner)
- La Pampa
- La Real (908 Einwohner)
- Luchea
- Mamas (365 Einwohner)
- Maran (249 Einwohner)
- Ongoro
- Querulpa Chico (230 Einwohner)
- Querulpa Grande
- Vilbao